# Bembidion quadratulum
Bembidion quadratulum es una especie de escarabajo del género Bembidion, familia Carabidae. Fue descrita científicamente por Notman en 1920.
Se distribuye por América del Norte, en Canadá y los Estados Unidos. Esta especie se encuentra en estado de conservación en los estados de 
Connecticut y Vermont, esto, debido a que se encuentra en amenaza y riesgo de extinción.

## Sinonimia
- Bembidion proximum Notman, 1920.[1]